# Кучины (народ)
Кучи́ны (кутчин, тукуд, самоназвание Gwich’in, гвичин — «люди земли»; устар. лушё от фр. loucheux — «косоглазые») — атабаскский народ на северо-востоке Аляски (США) и северо-западе Канады; одна из 11 групп атабасков внутренней Аляски.
Численность около 9 тыс. человек (оценка Социального и культурного института гвичин). Верующие — в основном англикане, часть — католики.

## Языки
Около 900 человек ещё говорят на гвичинском языке атабаскской семьи: 540 чел. в США (2000, перепись) и 355 чел. в Канаде (2006, перепись). Письменность на латинской основе. Остальные говорят только на английском языке.

## Внутреннее деление

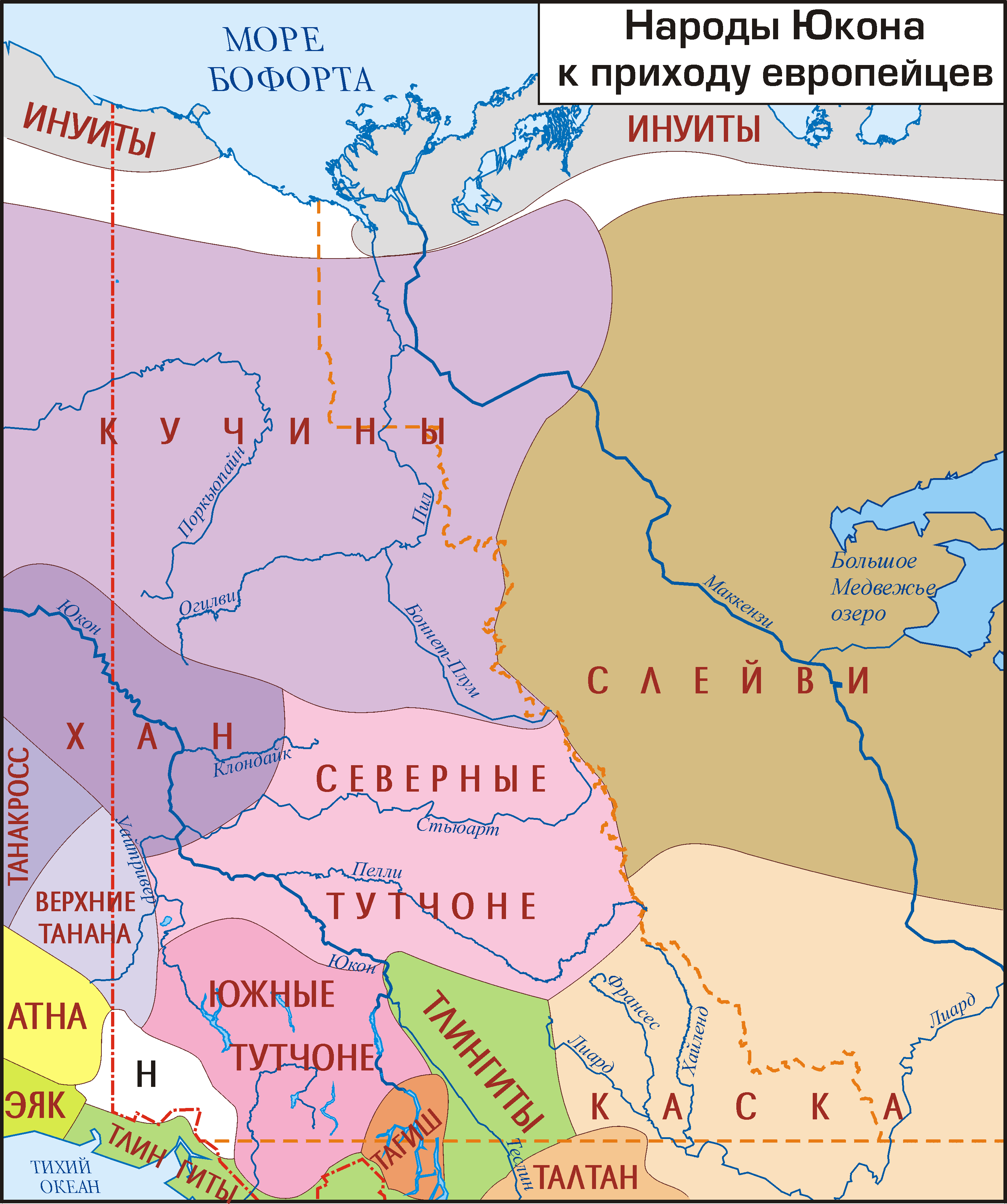
Народы Юкона к приходу европейцев, ок. XIX век

К началу XX века кучины делились на следующие группы:
- Восточные кучины:
  - арктик-ред-риверские (гвичья; Gwichya) — в дельте реки Маккензи и на восток до реки Андерсон;
  - пил-риверские (тетлит; Teetl’it) — в районе реки Пил к западу от низовьев Маккензи;
  - верхне-поркьюпайнские — в верховьях реки Поркьюпайн;
- переходная группа: флэт-кроуские кучины (вунтут; Vuntut) — среднее течение реки Поркьюпайн
- Западные кучины:
  - блэк-риверские (драаджник; Draanjik) — по рекам Блэк-Ривер (англ.) и Салмон;
  - юкон-флэтские, или форт-юконские (гвичьяа; Gwichyaa) — долина реки Юкон к востоку от реки Шандалар;
  - шандаларские (нецаии; Neetsaii; ранее жан-дю-ларж) — бассейн реки Шандалар;
  - дихаи (Di’haii) — к западу и северо-западу от реки Шандалар; (к 1850 практически уничтожены эскимосами инупиат, остатки ассимилированы нэцаии-кучинами[источник не указан 2791 день]) ;
  - вашраи-хоо (Vashraii Khoo)
  - бёрч-крикские (деднуу; Denduu) — горы к югу от верховьев Бёрч-Крик.

Кроме того, упоминаются ещё следующие группы: Shoo Draanjik, K’iitl’it, Teetsii, Tanan.

## Современное распространение
Современные кучины проживают в 17 общинах:
- Аляска
  - Бивер
  - Серкл
  - Форт-Юкон (кучины гвичьяа)
  - Чалкитсик (драаджник)
  - Берч-Крик (деднуу)
  - Арктик-Виллидж (дихаи, вашраи-хоо и нецаии)
  - Венити (нецаии)
  - Игл-Виллидж (44 % — вунтут)
  - Каньон-Виллидж (Canyon Village)
  - Шандалар (Chandalar)
- север территории Юкон (Канада))
  - Олд-Кроу (вунтут)
- северо-запад Северо-Западных территорий (Канада)
  - Инувик (Nihtat Gwich’in)
  - Аклавик (Ehdiitat Gwich’in)
  - Телит-Же (или Форт-Макферсон) (Telit Zheh / Teet’lit Zheh) (кучины тетлит)
  - Цигетчик (ранее Арктик-Ред-Ривер) (Tsiigehtchic / Tsiigehtshik) (гвичья)